# باغ سلطانیه
باغ سلطانیه یک منطقهٔ مسکونی در ایران است که در دهستان باقرآباد واقع شده‌است. براساس سرشماری مرکز آمار ایران در سال ۱۳۹۵، این روستا کمتر از سه خانوار جمعیت داشته‌است.